# Schönfeldspitze

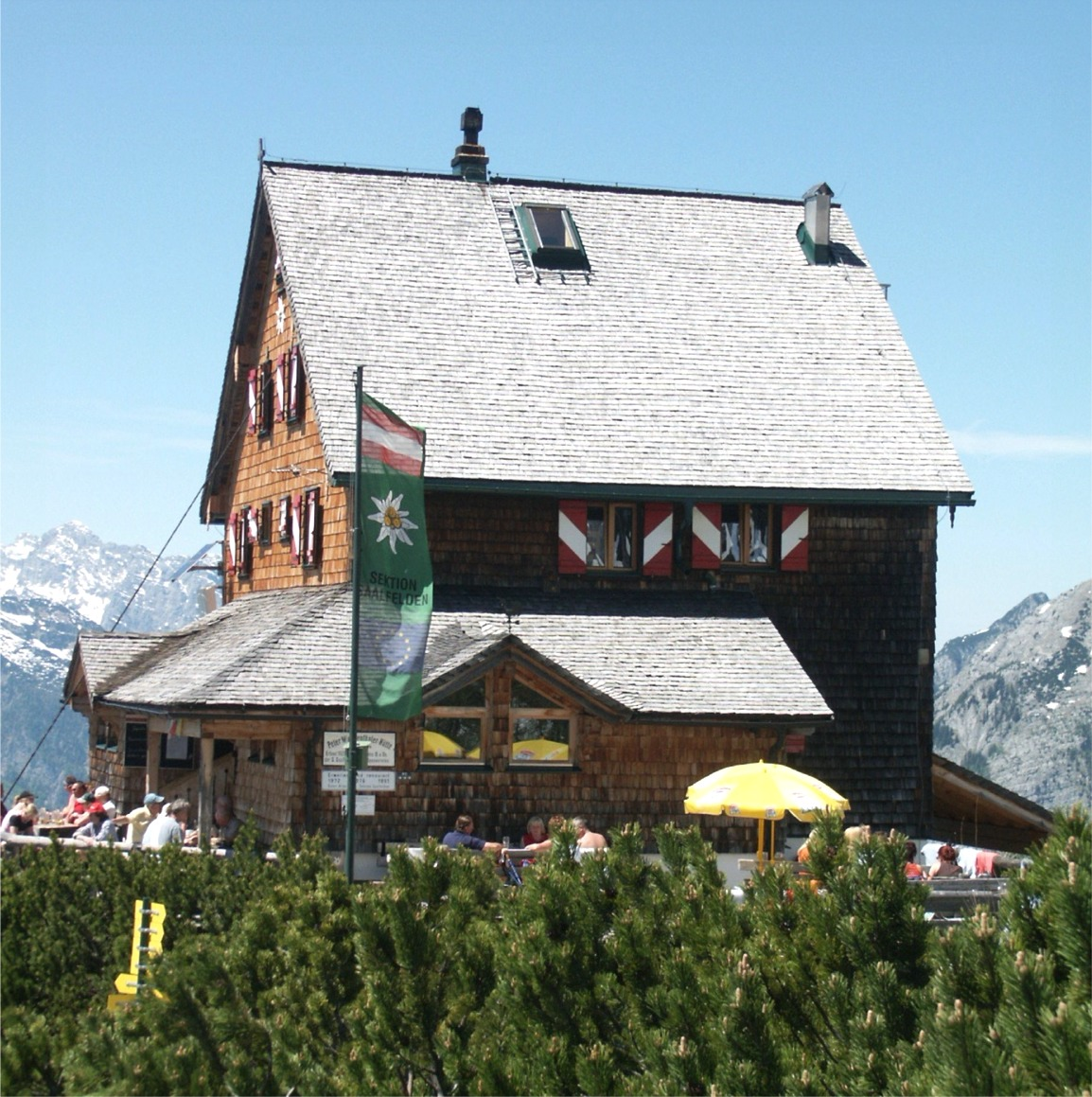
Peter Wiechenthaler Hütte

Schönfeldspitze je se svými 2653 metry nejvyšším bodem (spolu s vrcholem Selbhorn) skupiny Berchtesgadenských Alp zvané Steinerness Meer (Kamenné moře). Schönfeldspitze má velmi výrazný tvar téměř ze všech stran pohledu. Již od jezera Königssee se vyjímá svou ostrou siluetou uprostřed vápencové pláně pohoří. Tvoří také dominantu správnímu městu oblasti Saalfeldenu.

## Poloha
Vrchol leží v Rakousku ve spolkové zemi Salcbursko. Její poloha je takřka ve středu masivu Kamenného moře. Poloha celého Steinerness Meer je na hranicích Německa a Rakouska. Sousedí s vrcholem Selbhorn na východě a hřebenem Hinterhornu a Rothornu na východě.

## Výstupy
- Jih
Výchozím bodem pro výstup od jihu je městečko Maria Alm (816 m) ležícího asi 5 km východně od Saalfeldenu. Z obce vede značená stezka č. 414 poměrně strmě do sedla Buchauer scharte (2 268 m). Odtud po hřebeni, v závěru velmi příkrým skalnatým svahem k vrcholovému kříži se sochou Ježíše Krista. Délka : Maria Alm – Buchauer scharte (4 hod.) – Schönfeldspitze (1 hod.) – sestup (4 hod.) Celkem 9 hod. Možno z vrcholu pokračovat západním směrem na chatu Riemann Haus (2 177 m) a dále zajištěnou hřebenovkou přes Breithorn na chatu Peter Weichenthaler Hütte (1 752 m) Celkem 8 hod. (Schönfeldspitze – P.Weichethaler Hütte)
- Sever
Ze severu působí jako startovní bod pro výstup jižní konec jezera Königssee. Tento výstup z německé strany je velmi zdlouhavý a náročný na návrat do výchozího místa. Je také chozen mnohem méně. Od jezera serpentinami po cestě č. 613 až k jezírku Funtensee (1 601 m, 3,5 ha, 3 m hloubka). Nad Funtensee stojí chata Karlinger Haus (1 635 m). Odtud po cestě č. 414 přes pláň Kamenného moře až do sedla Buchauer scharte. Následující postup je shodný s předchozí variantou. Vhodné je pokračovat v sestupu do Maria Alm. Délka : Königssee – Karlinger Haus (3 hod.) – Buchauer scharte (2 hod.) – Schönfeldspitze (1 hod.) – sestup do Maria Alm (4 hod.) Celkem 10 hod.

## Chaty
- Riemannhaus (2 177 m)
Otevřená od poloviny června do začátku října. Může nabídnout 150 lůžek a 6 míst ve winterraumu. Je majetkem německé sekce Ingolstadt horského spolku Alpenverein.
- Peter Wiechenthaler Hütte (1 752 m)
Otevřená od konce května do začátku října. Může nabídnout 54 lůžek a 6 míst ve winterraumu. Je majetkem rakouské sekce Saalfelden horského spolku Alpenverein. Postavena v roce 1926.
- Kärlingerhaus (1 635 m)
Otevřená od svatodušních svátků do začátku října. Nabízí ubytování pro 230 osob a 30 lůžek ve winterraumu. Je majetkem německé sekce Berchtesgaden horského spolku Alpenverein. Byla postavena v roce 1905.
- Ingolstädter Haus (2 119 m)

## Mapy
- Freytag a Berndt č. WK 103 (Pongau – Hochkönig – Saalfelden) – 1:50 000